# Saint Gottschalk
Pour les articles homonymes, voir Gottschalk.
Saint Gottschalk (également appelé Godescalcus) est un prince slave martyr, de la région des Wendes. Prince ou duc des Abodrites, peuple slave des bords de la Baltique, de 1043 à 1066, il est tué à Lenzen sur l'Elbe, le 7 juin 1066. Sa fête est célébrée le 7 juin.

## Biographie
Gottschalk appartient au peuple slave des Abodrites et à la dynastie royale de ce peuple, les Nakonides. Il était le petit-fils de Mistivoï, fils de Nakon, le prince païen qui mena la rébellion anti-germanique de 983 et qui détruisit Hambourg.
Son père Udo ou Uto, qualifié de « mauvais chrétien » par Adam de Brême, est assassiné en 1028 par un déserteur saxon, Gottschalk qui étudiait au monastère Saint-Michel de Lunebourg à l’époque du meurtre, quitte immédiatement la Saxe. Selon Adam de Brême : « Il abandonne ses études et sa foi »  et, pour venger la mort de son père, il fait de terribles ravages chez les Saxons. Capturé par le duc Bernard II de Saxe, il est relâché mais il doit s’exiler à la cour du Danemark avec qui les Slaves entretenaient des relations tour à tour cordiales et hostiles depuis le début du IXe siècle. Il accompagne le roi Knut le Grand en Angleterre. En récompense des nombreux services rendus pendant son exil, le roi Sven II Estridssen lui accorde la main d'une de ses filles, la princesse Sigrid Svendsdatter, lorsqu’il rentre dans son pays en 1043.  
Gottschalk semble avoir sincèrement mis en œuvre tout ce qui était en son pouvoir pour favoriser le christianisme. Il bénéficie d’un appui important en la personne d’Adalbert, l’archevêque de Hambourg-Brême (1045-1072). L’évêché d’Oldenbourg est divisé et deux diocèses sont créés à Mecklembourg et à Ratzebourg. Les ordres religieux commencent à s’implanter dans la région. La réalisation d’un tel projet qui visait à la création sur la Baltique d’un état slave qui aurait pu devenir une sorte de « Bohême du Nord  »  en rapport de vassalité avec le Saint-Empire romain germanique, c'est-à-dire autonome mais indépendante. Le projet jouissait du soutien de l’archevêque mais servait également les intérêts des empereurs Henri III et Henri IV, qui craignaient toujours la concurrence des puissants ducs de Saxe.
C’est le duc de Saxe qui provoque la disgrâce d’Adalbert entre 1066 et 1069, ce qui fragilise la position de Gottschlack qui doit alors faire face à une formidable réaction des païens. Les Vélètes révoltés incitent les Abodrites à les rejoindre. Gottschlak est tué le 7 juin 1066 par les païens à Lenzen, où un prêtre est immolé sur l’autel. Des scènes semblables se répètent à Ratzebourg, où le moine Ansver est lapidé le 15 juillet, et à Mecklembourg. Le vieil évêque Jean d’Écosse subit le martyre. Sa tête fichée sur un épieu est offerte à Radegast, dieu des Vélètes, le 10 novembre dans leur capitale de Rethra. La reine Sigrid est chassée avec ses femmes « sans un seul fil sur le dos ». 
Les sujets de Gottschalk sont obligés de renoncer au christianisme une nouvelle fois, Hambourg est rasée et la Saxe dévastée. Le gouvernement des Adobrites païens est assumé par le chef des insurgés un certain Kruto ou Cruto. Henri, le fils légitime de Gottschalk, se réfugie chez les parents de sa mère au Danemark et Butue, l’autre fils de Gottschalk, est tué par les Slaves en 1075 en tentant de s’imposer.

## Unions et descendance
De son union avec la princesse  Sigrid Svendsdatter de Danemark, Gottschalk laisse :
- Henri, prince des Abodrites en 1093.

D'une autre femme, il avait eu antérieurement :
- Budivoj ou Butue, tué en 1075 ;
- N, le père (?) du prince Pribislav de Wagrie, « neveu d'Henri », mais peut-être fils du précédent…

## Sources
- Adam de Brême, traduit et présenté par Jean-Baptiste Brunet-Jailly, Histoire des archevêques de Hambourg, Paris, Gallimard, coll. « L'aube des peuples », 1998, 318 p. (ISBN 2070744647), Livre II § 60, 79 Livre III § 19-22, 50-51, 77.
- Francis Dvornik, Les Slaves. Histoire et civilisation de l'Antiquité aux débuts de l'époque contemporaine, Paris, Seuil, 1970. « Les Slaves baltes, polabes. Les Wendes » p. 260-276.